# Таканабе
Таканабе (яп. 高鍋町 Таканабэ-тё:) — посёлок в Японии, находящийся в уезде Кою префектуры Миядзаки. Площадь посёлка составляет 43,92 км², население — 21 551 человек (1 августа 2014), плотность населения — 490,69 чел./км².

## Географическое положение
Посёлок расположен на острове Кюсю в префектуре Миядзаки региона Кюсю. С ним граничат город Сайто и посёлки Кидзё, Каваминами, Синтоми.

## Население
Население посёлка составляет 21 551 человек (1 августа 2014), а плотность — 490,69 чел./км². Изменение численности населения с 1980 по 2005 годы:
| 1980 | 22 950 чел. |  |
| 1985 | 23 239 чел. |  |
| 1990 | 22 970 чел. |  |
| 1995 | 22 886 чел. |  |
| 2000 | 22 748 чел. |  |
| 2005 | 22 522 чел. |  |

## Символика
Деревом посёлка считается османтус, цветком — гвоздика.